# Led Zeppelin European Tour 1970
Led Zeppelin European Tour 1970 е концертно турне на Английската рок-група Лед Зепелин в Европа от 23 февруари до 12 март 1970 г.

## История
По време на тура обложката на дебютния албум Led Zeppelin I предизвиква спорове. На 27 февруари в Копенхаген групата е представена като „Nobs“, в резултат на заплаха от съдебно преследване от Ева фон Цепелин, потомка на граф Фердинанд фон Цепелин, създател на летящия балон, дал името на състава. Пред „Мелъди Мейкър“, Джими Пейдж коментира факта, че Ева фон Цепелин е опитала да спре (неуспешно) година преди това телевизионна изява на групата отново в Копенхаген, като нарекла членовете ѝ „крещящи маймуни“.
Като жест на добра воля Лед Зепелин канят дамата на среща в телевизионно студио. Всичко започнало добре, до момента, в който аристократката не видяла корицата с възпламенения дирижабъл. Пейдж – Когато я зърна, веднага избухна. Трябваше да бягам и да се крия.
Според Ева фон Цепелин използването на семейното име по такъв начин е обидно за благородната фамилия. Питър Грант, обикновено неиздаващ емоции в моменти на конфронтация, решава да успокои жената с обещание за промяна на името, макар и временна. Така на следващата обиколка в Германия (1970 г.) Зепелин са преименувани.
Названието, с което спекулират вестниците, е Ned Zeppelin. След обсъждане с Грант, двамата се спират на The Nobs – игра на думи с името на европейския промоутър Клод Нобс.
Инцидентът в Копенхаген става световноизвестен, което е голям плюс за нова група като Лед Зепелин. Изборът на новото име се счита за находчив и остроумен акт.
Концертът във Франкфурт на 10 март е отменен със седмица предизвестие заради безредици след концерт на Jethro Tull преди това. Заменен е с дата в Хамбург ден по-късно, на 11-и.

## Сетлист
- We're Gonna Groove
- I Can't Quit You Baby
- Dazed and Confused
- Heartbreaker
- White Summer / Black Mountain Side
- Since I've Been Loving You
- Thank You
- What Is and What Should Never Be
- Moby Dick
- How Many More Times

Бисове (варират):
- Communication Breakdown
- Whole Lotta Love
- Bring It On Home
- C'mon Everybody / Something Else
- Long Tall Sally

## Концерти
| Дата                | Град       | Държава     | Място                |  |
| ------------------- | ---------- | ----------- | -------------------- |  |
| 23 февруари 1970 г. | Хелзинки   | Финландия   | Kulttuuritalo        |  |
| 25 февруари 1970 г. | Гьотеборг  | Швеция      |                      |  |
| 26 февруари 1970 г. | Стокхолм   | Швеция      | Konserthuset         |  |
| 27 февруари 1970 г. | Амстердам  | Нидерландия | Concertgebouw        |  |
| 28 февруари 1970 г. | Копенхаген | Дания       | K.B. Hallen          |  |
| 2 март 1970 г.      | Брюксел    | Белгия      |                      |  |
| 3 март 1970 г.      | Кьолн      | Германия    |                      |  |
| 4 март 1970 г.      | Хановер    | Германия    |                      |  |
| 5 март 1970 г.      | Франкфурт  | Германия    |                      |  |
| 6 март 1970 г.      | Нюрнберг   | Германия    |                      |  |
| 7 март 1970 г.      | Монтрьо    | Швейцария   | Montreux Casino      |  |
| 8 март 1970 г.      | Мюнхен     | Германия    | Circus Krone         |  |
| 9 март 1970 г.      | Виена      | Австрия     | Wiener Konzerthaus   |  |
| 10 март 1970 г.     | Франкфурт  | Германия    | Musikhalle (отменен) |  |
| 11 март 1970 г.     | Хамбург    | Германия    | Musikhalle           |  |
| 12 март 1970 г.     | Дюселдорф  | Германия    | Rheinhalle           |  |